# Nasty (chanson de Prodigy)
Pour les articles homonymes, voir Nasty.
Singles de Prodigy
Take Me to the Hospital
(2009) The Day Is My Enemy
(2015)
Clip vidéo
[vidéo] « Nasty », sur YouTube
Nasty est une chanson du groupe britannique Prodigy sortie en janvier 2015 comme le premier single extraite de  leur nouvel album The Day Is My Enemy à venir le 30 mars,.
La chanson a atteint la 98e place du classement des ventes de singles britannique la semaine du 18 au 24 janvier 2009 (avec la présence totale d'une semaine dans le classement).

## Classements
| Classement (2015)              | Meilleure position |
| ------------------------------ | ------------------ |
| Royaume-Uni (UK Dance Chart)   | 23                 |
| Royaume-Uni (UK Singles Chart) | 98                 |